# Jingle
Jingle是廣告宣傳的術語，其具體意思可以說是具有宣傳作用的順口溜。在華語的廣告業界並沒有對這術語的漢語翻譯出來；業界人士多數直呼“Jingle”，或有些人會以「叮噹」或「順口溜」來形容。“Jingle”在廣告影片中是片尾的短音樂，通常長3至5秒，有的有詞，有的僅有音樂。“Jingle”被用作商品或企業的識別。

## 詞源
“Jingle”原意是指金屬的叮噹聲（例如聖誕兒歌《Jingle Bells》中文歌名譯作《鈴兒響叮噹》）。而廣告業界將“Jingle”引申為有如響噹噹的鈴聲，字字鏗鏘，讓受眾（尤其是指電視觀眾和廣播聽眾）容易被這「叮噹」吸引過來。

## 主要元素
一段“Jingle”包含一個或多個片語，明確被推廣的產品或服務，這通常是透過使用一個或更多的廣告口號而成的。而這個能夠讓受眾容易被吸引過來，甚至是令到他們容易記起的片語，被稱為「鉤子」（hook）。
Jingle通常以聲音作為媒介，它可以是通過說話中一些特別的片語使用，也可以配合短曲或音樂片段而製成。廣告買家使用廣播和電視這類大眾傳播媒體，配合廣告中幾句精心設計的告白；甚至將某段流行歌曲，其中的歌詞修改一下成為Jingle，來貼合宣傳的節目、產品或服務。

## 電台Jingle
在電台廣播運作方面，“Jingle”一詞泛指電台節目的宣傳聲帶或廣告詞，通常是電台唱片騎師（DJ）的幾句宣傳說話配以背景音樂，作為節目或廣告的宣傳，長度由5秒到10秒不等。